# اتو میر
اُتو مِـیر (انگلیسی: Otto Meyer؛ ۱۲ ژوئیه ۱۹۰۱– ۱۸ آوریل ۱۹۸۰) تدوین‌گر اهل ایالات متحده آمریکا بود. 
از فیلم‌هایی که وی در آن‌ها نقش داشته است، می‌توان به تئودورا وحشی می‌شود، شهره شهر، مبارزه برای عدالت و سرناد پنی اشاره نمود.